# Куп'янський молочноконсервний комбінат
ПАТ «Куп'янський молочноконсервний комбінат» — молокозавод у місті Куп'янськ, Харківської області.

## Історія
У 1953 році був збудований та уведений у дію цех з виробництва молочних консервів потужністю 20 мільйонів умовних банок на рік. У 1961–1970 роки комбінат у складі об'єднання «Союзконсервмолоко» та перетворений у комбінат.
У 1971–1980 роках розвиток комбінату триває введенням в експлуатацію цеху з виробництва цільномолочної продукції потужністю 32 тонни на зміну з відділенням з виробництва вершкового масла потужністю 2,6 тонн за зміну.
У 1981–1990 роках на комбінаті вводиться в експлуатацію цех з виробництва сухого цільного молока. Розширюється асортимент продукції, починається випуск фасованої продукції в упаковку Tetra Pak.
У 1991–2005 роках комбінат стає закритим акціонерним товариством — ЗАТ «КМК». Починається випуск продукції під торговою маркою «Заріччя». Комбінат входить до асоціації «Укрконсервмолоко» і займає лідируюче положення. З 1995 р. ЗАТ «КМК» починає випуск молока тривалого зберігання на швейцарській лінії фірми Tetra-Laval, надалі виробництво переходить на 100% випуск фасованої продукції в різних видах упаковки для споживчого ринку.